# Turčiansky Ďur
Turčiansky Ďur és un poble i municipi d'Eslovàquia que es troba a la regió de Žilina, al centre-nord del país.

## Demografia
| Godina             | 1994 | 2004    | 2014   | 2024   |
| ------------------ | ---- | ------- | ------ | ------ |
| Nombre de persones | 156  | 193     | 175    | 164    |
| Diferència         |      | +23,71% | −9,32% | −6,28% |

| Godina             | 2023 | 2024   |
| ------------------ | ---- | ------ |
| Nombre de persones | 165  | 164    |
| Diferència         |      | −0,60% |